# 神舟十一号
神舟十一号（简称神十一）是中国“神舟”号系列飞船的第十一次任务、中国载人航天的第六次任务，搭载两名航天员与天宫二号空间实验室进行交会对接，成功对接后两名航天员将入驻天宫二号进行空间试验，是中國空間站建設前的最後一次試驗任務。这是首次也是唯一一次在天宫二号空间实验室上进行的载人任务。飞船于2016年10月17日07时30分31秒成功发射，2016年11月18日返回，在轨驻留时间长达一个月，这一中国航天员在太空单次飞行的最长时间记录一直保持到2021年，才被神舟十二號打破。

## 任务背景
在神舟八号、神舟九号和神舟十号先后与天宫一号完成交會對接任务后，中国空间站工程的下一个目标转向天宫二号。由于空间站相关技术突破比预想顺利，因此天宫三号被取消，其原定任务整合至天宫二号及未来的中国空间站天和核心舱。而神舟十一号将会是唯一与天宫二号对接的载人飞船，因此，神舟十一号任务也是中国空间站阶段之前最后一次载人飞行任务。
作为中期在轨驻留技术的验证任务，神舟十一号进一步提升任务时长，从神舟十号的3人半个月（45人·日），延长至本次任务的2人1个月（60人·日）。考虑到物资存量与必需的任务长度，本次任务仅安排2位航天员。
神舟十一号舱内航天服则是由上海东华大学航天员服装研发设计团队负责。

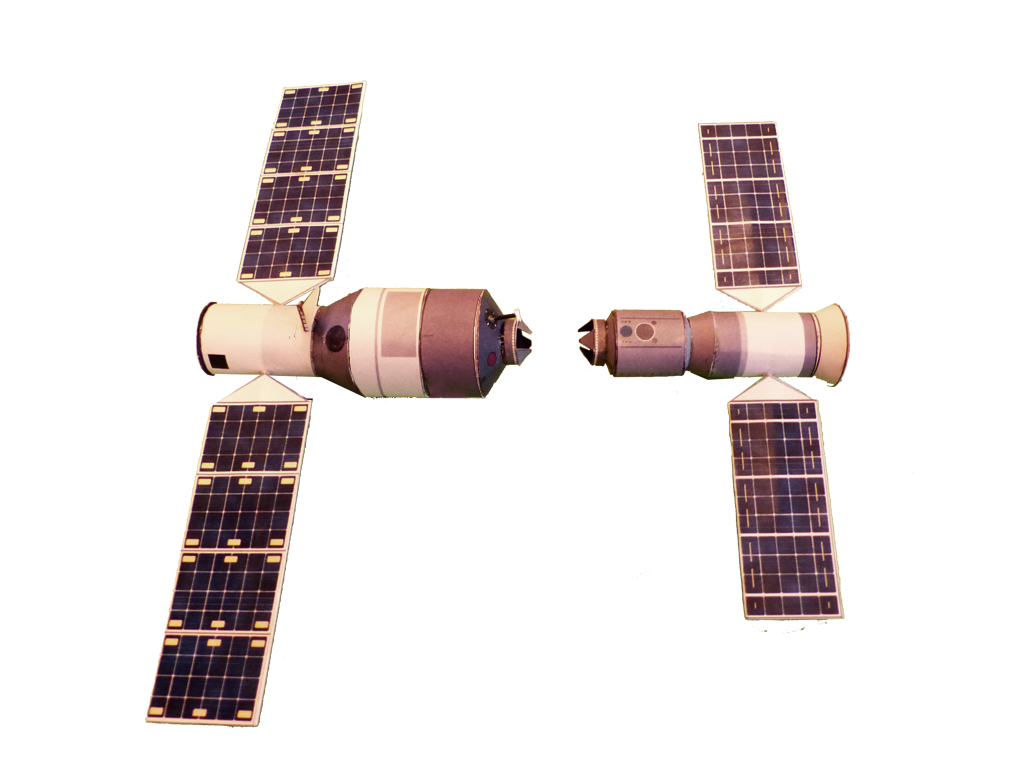
神舟十一号（右）与天宫二号（左）模擬

## 神舟十一号航天员
神舟十一号乘组初选采取的选拔策略是分别从第一、第二批航天员中进行选拔，各选出两名航天员。其中，对首批航天员重点考查与空间实验室任务相关的知识和技能的掌握情况，对第二批航天员则是全面考评。按照神舟十一号二人乘组需求，四名初选航天员搭配形成两个乘组开展训练。
选拔飞行乘组时，曾考虑了四名初选航天员的所有组合方式：“两老”（两位第一批航天员）、“两新”（两位第二批航天员）或“一老一新”（第一批、第二批航天员各一名）。由于这次空间实验室任务是一次承上启下的重要飞行，为了确保任务圆满完成，并在未来空间站时代能有更多有太空飞行经验的航天员参加，最终确定采取“一老一新”方案在两批航天员中各选一人——首批航天员更有经验，第二批航天员相对年富力强。2016年6月，确定了飞行乘组和备选乘组，以及相应的岗位。通过综合决策，2016年10月15日最终确认由景海鹏与陈冬执行这一次为期33天的太空任务。

### 初选乘组
| 姓名   | 年龄 | 职责   | 飞行次数 | 飞行时间      | 轨道数 |
| ------ | ---- | ------ | -------- | ------------- | ------ |
| 景海鹏 | 49岁 | 指令长 | 2次      | 371小时52分钟 | 243圈  |
| 汤洪波 | 41岁 | 操作手 | —        | —             | —      |

| 姓名   | 年龄 | 职责   | 飞行次数 | 飞行时间 | 轨道数 |
| ------ | ---- | ------ | -------- | -------- | ------ |
| 邓清明 | 50岁 | 指令长 | —        | —        | —      |
| 陈冬   | 37岁 | 操作手 | —        | —        | —      |

### 飞行乘组
| 姓名   | 年龄 | 职责   | 飞行次数 | 飞行时间      | 轨道数 |
| ------ | ---- | ------ | -------- | ------------- | ------ |
| 景海鹏 | 49岁 | 指令长 | 2次      | 371小时52分钟 | 243圈  |
| 陈冬   | 37岁 | 操作手 | —        | —             | —      |

### 备份乘组
| 姓名   | 年龄 | 职责   | 飞行次数 | 飞行时间 | 轨道数 |
| ------ | ---- | ------ | -------- | -------- | ------ |
| 邓清明 | 50岁 | 指令长 | —        | —        | —      |
| 汤洪波 | 41岁 | 操作手 | —        | —        | —      |

## 发射與对接
天宮二號空間實驗室於2016年9月15日由長征二號F改进型運載火箭從酒泉衛星發射中心發射升空。约一个月後的2016年10月17日7时30分31秒，神舟十一號載人飛船從酒泉衛星發射中心發射升空，發射工具亦為長征二號F改进型運載火箭。发射后约575秒，神舟十一号载人飞船与火箭成功分离，进入预定轨道。经过5次变轨，神十一到达天宫二号后方约52公里左右的位置，两名航天员关上了返回舱和轨道舱之间的舱门。当神舟十一号和天宫二号相距30米时，神舟十一号伸出捕获索，伸到天宫二号卡板上面，之后捕获索慢慢收紧，将飞船和天宫二号慢慢拉近，于北京时间19日凌晨完成对接过程。随后兩名航天員入駐天宮二號准备進行長達30天的“中期”訪問，加上三天飛行時間，他們會在太空逗留33日。期间航天員將對空間站進行維修，並展開微重力空間實驗以及柔性太陽能電池基板搭載試驗。

## 太空实验
天宫二号与神舟十一号进行对接后，将进行一系列太空实验，包括航天医学实验、空间科学实验、在轨维修等技术试验等多项试验。其中医学超声检查可以实时监测航天员心肺功能。而载荷技术试验则可以更换空间材料制备样品，进行太空植物栽培试验等。
自10月20日起，两位航天员在太空跑台上进行失重防护锻炼，还亲手种下了生菜种子，未来他们将在太空中完成植物种植的全过程。另外，在天宫二号实验舱内，航天员还饲养了6只蚕，也体验了一把太空微重力条件下的失重飞行。另外，在10月21日晚上，两名航天员按照计划安排，调整好天宫二号内的显示屏，等候后实时收看了中国中央电视台的《新闻联播》节目，这是《新闻联播》首次在太空播出。根据计划，地面科研人员将每天实时上传《新闻联播》，此外还将推送航天员喜爱的其他电视节目。

## 返回
11月17日12时41分，神舟十一号飞船与天宫二号空间实验室分离，两名宇航员踏上归途。11月18日，在返回艙与推进舱分离后，13時11分22.156秒在非洲納米比亞外海上空395公里處，軌道艙與返回艙分離，返回舱开始再入大气层。14时03分，返回舱在内蒙古中部锡林郭勒盟苏尼特右旗赛汉塔拉镇查干胡舒嘎查境内成功着陆，实际落点偏离理論着陆点中心约100公里，返回舱落地时呈水平状态。當時風力4級，执行飞行任务的航天员景海鹏、陈冬所幸身体状态良好，並由工作人員抬出返回艙。